# الغواصة الألمانية يو-924
غواصة يو-924 غواصة يو بوت ألمانية من  بنيت لسلاح بحرية ألمانيا النازية كريغسمارينه، في أحواض نبتون ويرفت خلال الحرب العالمية الثانية.